# Izidoro Kosiński
Izidoro Kosiński CM (* 1. April 1932 in Tomaz Coelho; † 15. September 2017 in Curitiba) war ein brasilianischer Ordensgeistlicher und römisch-katholischer Bischof von Três Lagoas.

## Leben
Izidoro Kosiński trat der Ordensgemeinschaft der Lazaristen bei und empfing am 21. Dezember 1957 die Priesterweihe.
Papst Johannes Paul II. ernannte ihn am 24. Juli 1981 zum Bischof von Três Lagoas. Der apostolische Nuntius in Brasilien, Erzbischof Carmine Rocco, spendete ihm am 24. Juli desselben Jahres die Bischofsweihe; Mitkonsekratoren waren Ladislau Biernaski CM, Weihbischof in Curitiba, und Pedro Antônio Marchetti Fedalto, Erzbischof von Curitiba. Am 7. Januar 2009 nahm Papst Benedikt XVI. sein altersbedingtes Rücktrittsgesuch an.
Kosiński engagierte sich  für die Rechte der Arbeiter und der indigenen Völker, zuletzt für die der ethnischen Gruppe Ofayé. In den 1980er und 1990er Jahren wurde er wegen seines sozialen Einsatzes oft kritisiert und angefeindet.